# ماتیاس آرزو
ماتیاس آرزو (انگلیسی: Matías Arezo؛ زادهٔ ۲۱ نوامبر ۲۰۰۲) بازیکن فوتبال اهل اروگوئه است که در پست مهاجم برای باشگاه دسته دوم اسپانیایی گرانادا در لیگ سگوندا دیویسیون بازی می‌کند.